# 1040

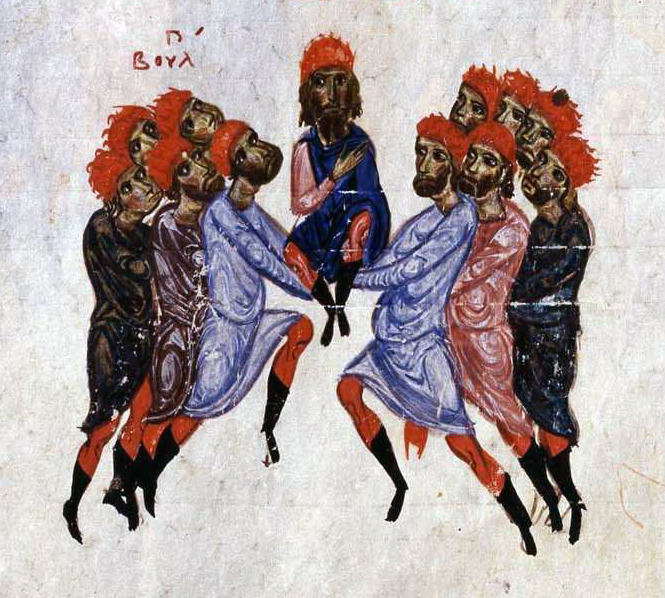
Peter Deljan verheven tot tsaar

Het jaar 1040 is het 40e jaar in de 11e eeuw volgens de christelijke jaartelling.

## Gebeurtenissen
januari
- 24 - Keizer Hendrik III schenkt het graafschap Haspinga aan de Sint-Lambertuskathedraal (Luik). In feite komt het daarmee aan het prinsbisdom Luik.

maart
- 17 - Koning Harold I van Engeland sterft. Intussen bereidt zijn halfbroer Hardeknoet in Denemarken een expeditie voor om Harald af te zetten en Engeland op te eisen.

mei
- 21 - Het bisdom Utrecht krijgt wereldlijke macht over het landgoed Cruoninga, de huidige stad Groningen (eerste vermelding).

juni
- 6 - keizer Hendrik III splitst de "koningsmannen" uit het tiendengebied af van de Mariakapel van de Akense koningspalts, de hoofd- en moederkerk van de keizerstad. Hij maakt hen tot "kloosterlieden", die nu hun tienden moeten betalen en diensten schuldig zijn aan de abdij van Burtscheid.

juli
- 18 - Hardeknoet van Denemarken wordt in de kathedraal van Canterbury tot koning van Engeland uitgeroepen, nadat hij zonder veel weerstand het eiland heeft bezet.

augustus
- 14 - Macbeth verslaat zijn oom Duncan I, koning van Schotland nabij Elgin, doodt hem en neemt zijn rijk over.

oktober
- oktober - Terwijl hij in Vimoutiers een kasteel met Normandische opstandelingen belegert, overlijdt hertog Alan III van Bretagne plots. Zijn zoon Conan II volgt hem op.

december
- 7 - De bisschop van Utrecht schenkt de Michaelkerk van Zwolle aan het kapittel van de Lebuinuskerk in Deventer. Dit is de oudste vermelding van Zwolle.

zonder datum
- Slag bij Dandanaqan - De Seltsjoeken onder Togrul Beg verslaan de Ghaznaviden en veroveren een groot deel van Perzië.
- De Bulgaren komen in opstand tegen het Byzantijnse Rijk en roepen Peter Deljan uit tot tsaar. In de Derde slag bij Salonica verslaat hij de Byzantijnen en dwingt keizer Michael IV te vluchten, maar in de Vierde slag bij Salonica wordt zijn neef Alusianus verslagen in een poging de stad Thessaloniki te veroveren.
- Het graafschap Loon wordt voor het eerst genoemd; het is vermoedelijk in of kort voor dit jaar ontstaan.
- Het benedictijner klooster in Freising krijgt het recht bier te verkopen. Hun brouwerij bestaat nog steeds, nu als Bayerische Staatsbrauerei Weihenstephan, dat daarmee als de oudste nog bestaande brouwerij ter wereld geldt.
- Het Shalu-klooster ten zuiden van Shigatse wordt gebouwd.
- De bouw van de Dom van Würzburg wordt begonnen.
- Koning Hendrik III laat Lofen bouwen, een palts in Utrecht.
- Herman van Bergen trouwt met Richilde van Henegouwen (jaartal bij benadering)
- Nederlaag van de Ghaznaviden in de oorlog tegen de Seltsjoeken.
- Reconquista: Koning Ferdinand I van Castilië verovert de stad Braga.
- Voor het eerst genoemd: Laarne, Leimuiden.

## Opvolging
- Anjou - Fulco II opgevolgd door zijn zoon Godfried II, graaf van Vendôme
- bisdom Bamberg - Eberhard I opgevolgd door Suitger van Morsleben
- Bretagne - Alan III opgevolgd door zijn zoon Conan II
- Châteaudun en Perche - Godfried I opgevolgd door zijn zoon Hugo I
- katapanaat van Italië - Nicephorus Doukeianos opgevolgd door Michael Doukeianos
- Nevers en Auxerre: Reinoud I opgevolgd door zijn zoon Willem I
- Schotland - Duncan I opgevolgd door zijn neef Macbeth
- Sicilië - Abdallah opgevolgd door Hasan as-Samsam

## Geboren
- 22 februari - Rasji, Frans joods schriftgeleerde
- Adelheid van Eilenburg, echtgenote van Ernst de Strijdbare van Oostenrijk
- Arnold, bisschop van Soissons (1081-1087) (jaartal bij benadering)
- Rinchen Drag, Tibetaans geestelijke
- Godfried III, graaf van Gâtinais (ca.1045-1068), Anjou en Tours (1060-1068)
- Herman I, markgraaf van Verona en Baden (1061-1073)
- Hugo I, graaf van Rethel (1065-1118)
- Ivo, bisschop van Chartres (1090-1115) (jaartal bij benadering)
- Koenraad I, graaf van Luxemburg (1059-1086) (jaartal bij benadering)
- Ladislaus I, koning van Hongarije (1077-1095) (jaartal bij benadering)
- al-Mu'tamid, heerser van Sevilla (ca. 1069-1091)
- Godfried I van Penthièvre, graaf van Penthièvre (jaartal bij benadering)
- Sancho IV, koning van Navarra (1054-1076) (jaartal bij benadering)
- Gerard Sasso, stichter van de Orde der Hospitaalridders (jaartal bij benadering)
- Willem IV, graaf van Toulouse (1060-1088) (jaartal bij benadering)

## Overleden
- 3 maart - Cunegonde van Luxemburg (~59), echtgenote van keizer Hendrik II
- 17 maart - Harold I (~23), koning van Engeland (1035-1040)
- 23 mei - Reinoud I, graaf van Nevers (1028-1040) en Auxerre (1031-1040)
- 21 juni - Fulco III (~67), graaf van Anjou (987-1040)
- 15 augustus - Duncan I (~39), koning van Schotland (1034-1040)
- 1 oktober - Alan III (~43), hertog van Bretagne (1008-1040)
- Alhazen (~74), Arabisch wetenschapper (of 1039)
- Glismod, echtgenote van Adalbert van Oostenrijk
- Godfried I, burggraaf van Châteaudun en heer van Perche
- Gilbert, graaf van Brionne en Eu (jaartal bij benadering)

## Afbeeldingen

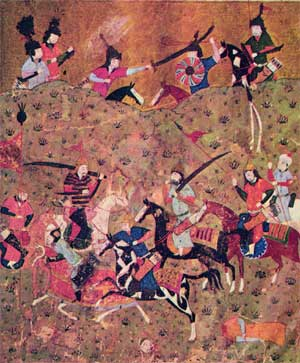
Slag bij Dandanaqan
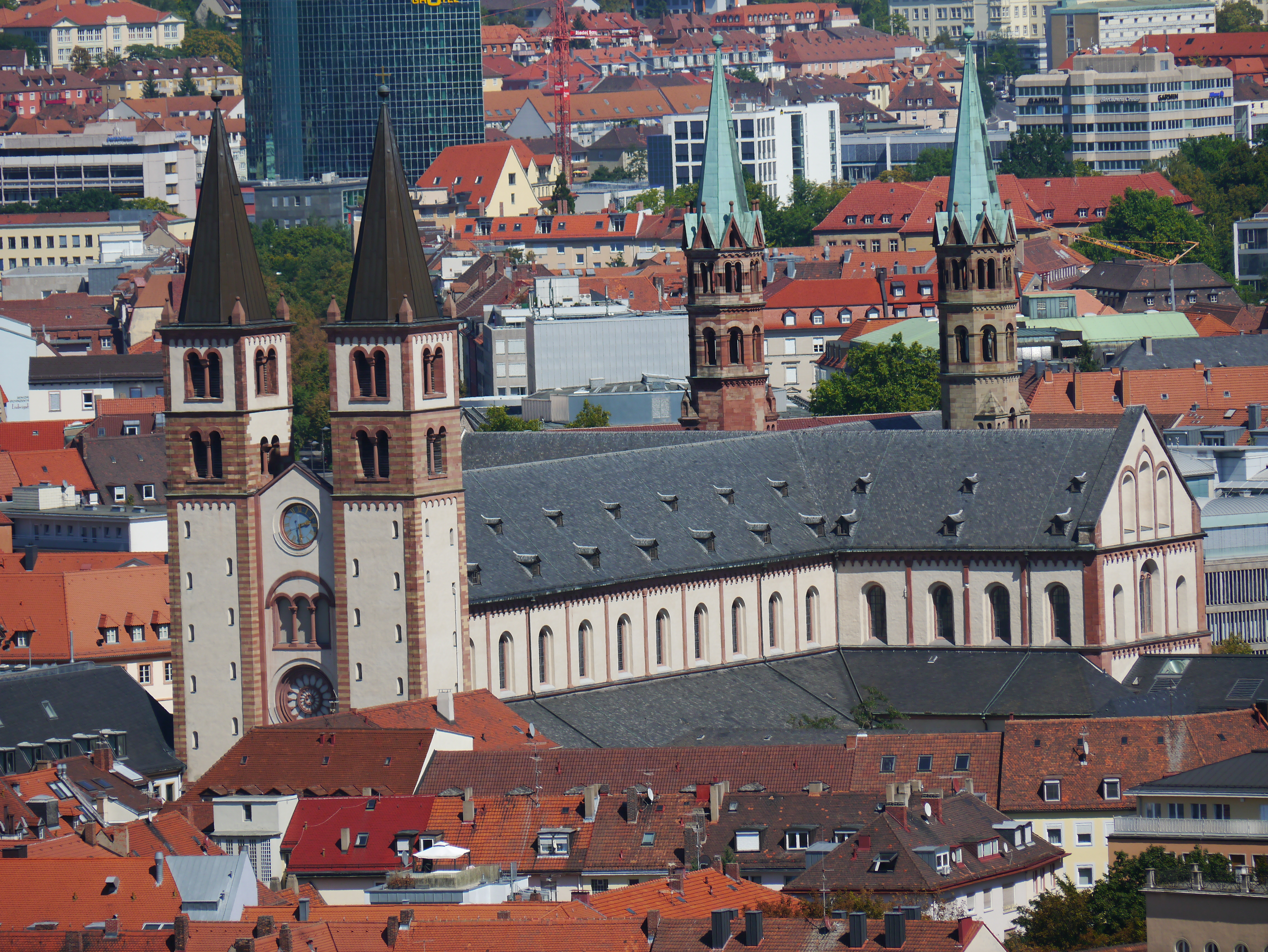
Dom van Würzburg
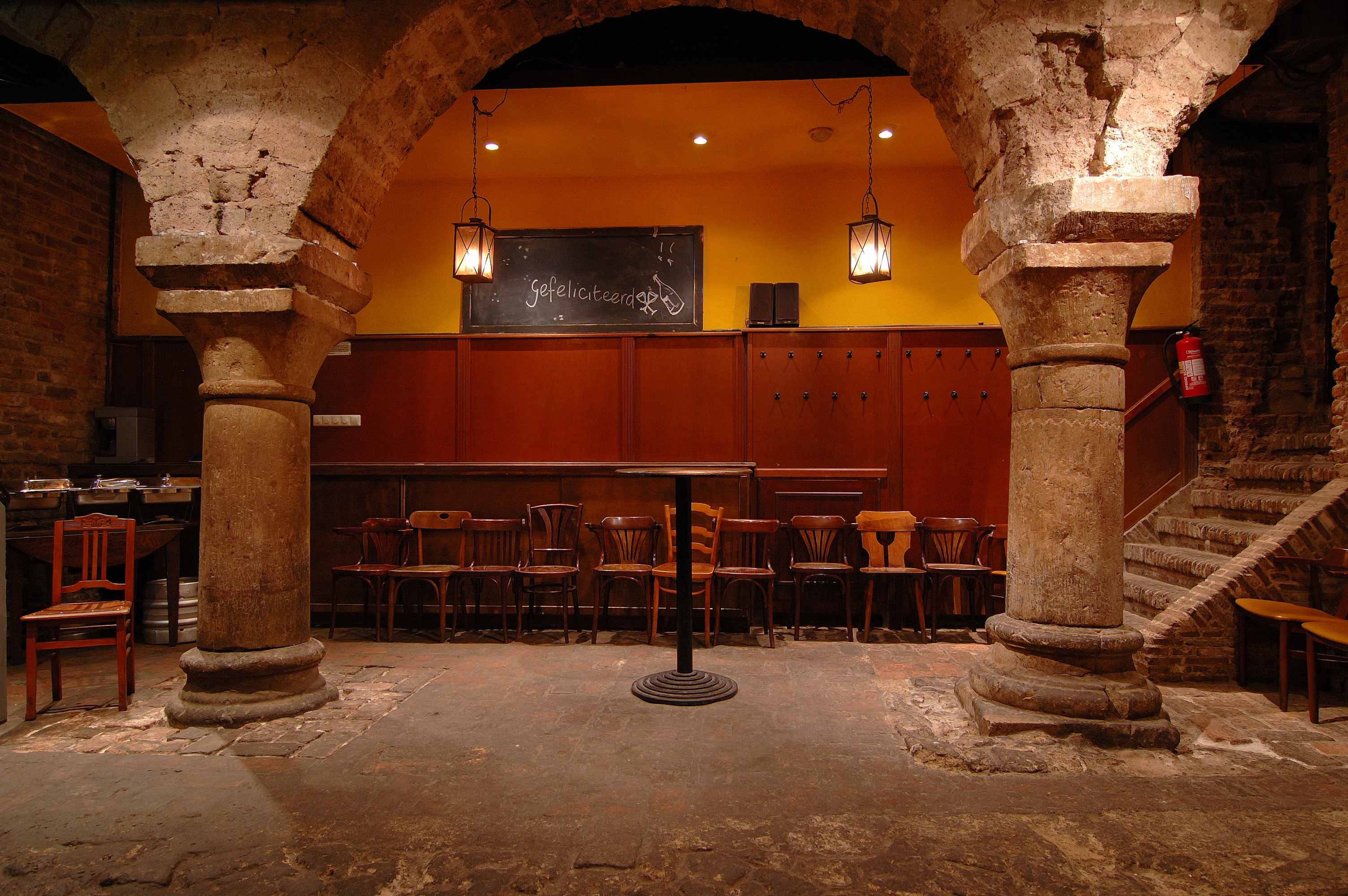
Restanten van Lofen
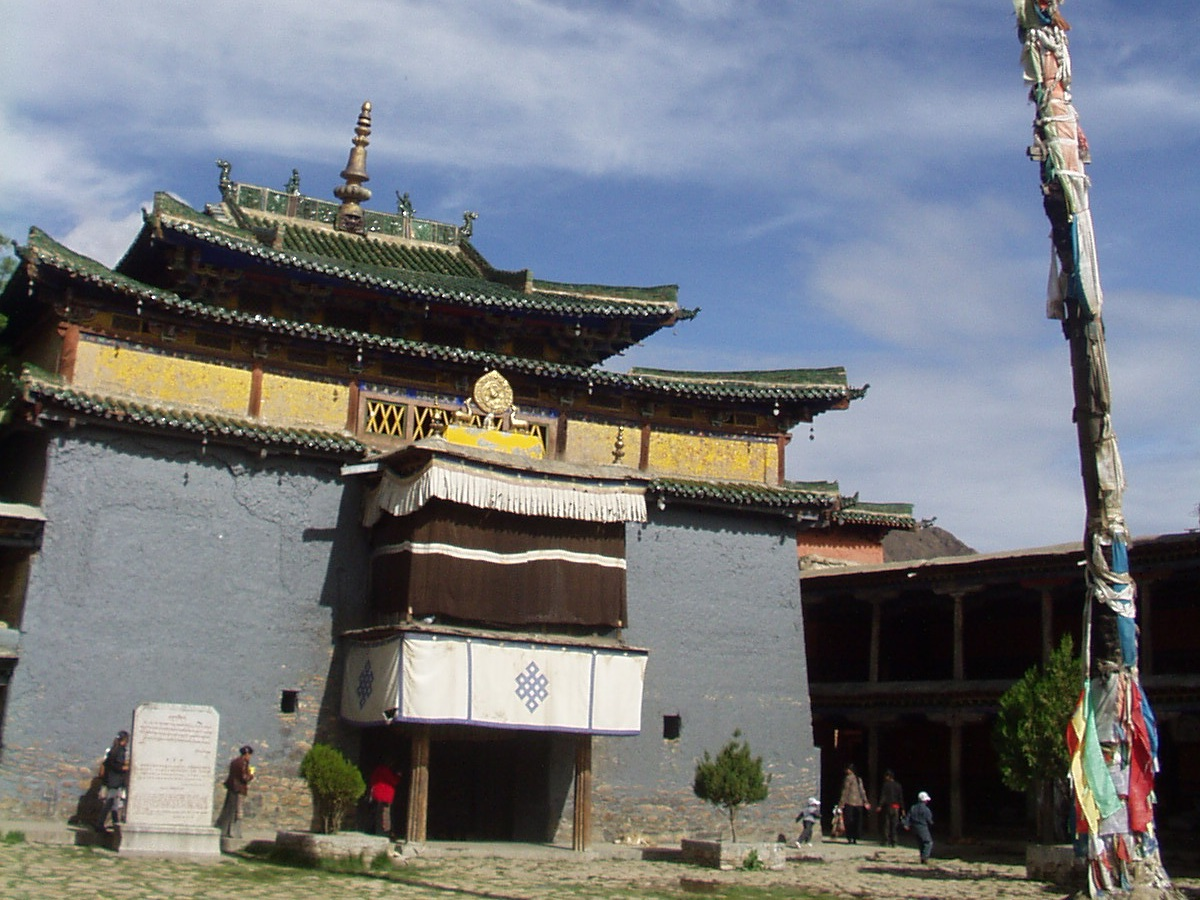
Shalu